# Doorgangshuis
Het Doorgangshuis, vanaf 1967 De Helper Haven, was een hervormd opvanghuis voor kinderen en jonge meisjes in de Nederlandse stad Groningen. Als zodanig vormde het een van de voorgangers van de huidige jeugdzorg in Groningen, die sinds 2004 gesplitst in in Bureau Jeugdzorg Groningen (uithuisplaatsing en bepaling zorgbehoefte) en Elker (uitvoering van de zorg). Het voormalige complex van het Doorgangshuis werd in 1967 afgebroken en de locatie is als zodanig niet meer herkenbaar. Het complex van De Helper Haven wordt tegenwoordig gebruikt door Elker.
De belangrijkste doelgroep vormden kinderen en 'ontspoorde' meisjes die om wat voor reden dan ook in aanraking kwamen met deze vorm van jeugdzorg. In het Doorgangshuis werden in verschillende periodes wezen en half-wezen, ongehuwde moeders, voogdijkinderen en in beperkte mate ook verstandelijk gehandicapten opgenomen.

## Geschiedenis

### De Ranitz (1865-1918)
Het Doorgangshuis was het geesteskind van jonkvrouw Magdalena Wilhelmina de Ranitz, een dochter van de Groningse burgemeester Herman de Ranitz. De Ranitz was op jonge leeftijd al lid van de Vereniging van Vrouwen, die armen en kinderen bezocht en hen materieel bij wilde staan. In 1863 richtte zij samen met onder andere professor Valeton het 'Christelijk kluftverbond in de tweede kluft tot onthouding van bedwelmende dranken' op om alcoholisme tegen te gaan.
De basis van het Doorgangshuis legde zij samen met Valeton op 19 augustus 1865. Op die dag huurde de Ranitz een kamer aan de Breedegang (tegenwoordig het perceel van Tuinstraat 7) om er het arme weesmeisje Johanna Siegers dat haar om hulp had gevraagd en een juffrouw die haar om 'christelijke arbeid' had gevraagd te kunnen huisvesten. Het meisje liep al na twee weken weg, maar ervoor in de plaats kwamen kort daarna nog een vijftal meisjes.
De Ranitz vond inspiratie vanuit het Réveil. Een van haar grootste inspiratiebronnen was de Ottho Gerhard Heldringstichting van Ottho Gerhard Heldring in Zetten. In de eerste decennia werden er alleen 'ontspoorde' meisjes opgenomen. Ook bij de meeste andere opvangtehuizen in die tijd, -zoals het in 1847 in Groningen opgerichte Toevluchtsoord-, werden alleen leden van een bepaalde sekse opgenomen. Elk meisje dat zich meldde bij de Ranitz werd onderworpen aan een proef; opname kon alleen geschieden als het betreffende meisje werkelijk (christelijk) gered wilde worden of, zoals het ook wel werd genoemd, of ze 'boetvaardig' was. De meisjes moest 'zondebesef' worden bijgebracht en de heropvoeding van de meisjes moest volgens de Ranitz onder andere plaatsvinden door het uitvoeren van zwaar lichamelijk werk, omdat daarmee de 'verkeerde neigingen' van de meisjes het best werd bestreden.
In 1866 overleed de verloofde van de Ranitz; dominee Willem Herman Krijt. De rest van haar leven zou ze ongehuwd blijven en haar leven wijden aan het Doorgangshuis. In hetzelfde jaar stopte de 'moeder' van het Doorgangshuis ermee. Een vervangster voor haar werd gevonden in wasvrouw Betje Klamer, die met haar drie kinderen woonde in een slop aan de Achter de Wal en ook zwaar lichamelijk werk kon bieden. Daar werden ook de meisjes vervolgens opgevangen. Het aantal meisjes dat zich aanmeldde groeide daarop en het huis van Klamer werd al snel te klein. In 1869 werd door de Ranitz daarom een pand aan de Mussengang gekocht, waar Klamer vervolgens met haar dochters en pleegdochters ging wonen. Daarnaast kocht ze nog een pand om hier (volwassen) alleenstaande moeders met hun kinderen op te kunnen vangen. Deze moeders zorgden voor een belangrijke besparing op de personeelskosten, omdat ze zelf ook meehielpen in het Doorgangshuis. In 1871 verhuisde Klamer naar Amerika en werd opgevolgd door mejuffrouw Dievertje Westerhuis.
In 1881 woonden er ongeveer 50 mensen in het huis, dat slecht onderhouden was; wind en regen hadden er vrij spel. De kosten voor de opvang werden tot dat jaar vooral gedragen door de Ranitz en haar familie en vrienden, waaronder haar moeder, haar zus Edsardina en haar vriendin jonkvrouw Frederique Louise Wilhelmine Marie de Savornin Lohman. Daarnaast werd in inkomsten voorzien door giften. Om de opvang voort te kunnen zetten en de voortdurende groei op te kunnen vangen was er echter veel meer geld nodig. Daartoe werd in 1881 de 'Vereeniging tot opbeuring van boetvaardige gevallene vrouwen, commissie te Groningen' opgericht, die doorgaans kortweg 'vereniging Doorgangshuis' werd genoemd en zich tot doel stelde: 'de duurzame verzorging in of buiten haar gesticht van vrouwelijke minderjarigen en meerderjarigen, zoolang dit mogelijk is ten einde dezen in staat te stellen in haar levensonderhoud te voorzien'. Met de instelling van de vereniging werd ook een bestuur ingesteld, waarvan de Ranitz de secretaris werd. De vereniging wist vervolgens de gelden bijeen te brengen om de bouw van nieuwe gebouwen mogelijk te maken.
In november 1882 werden deze nieuwe gebouwen opgeleverd aan de nabijgelegen Tuinstraat 47/51 en de Agricolastraat 56 (tegenwoordig ongeveer Tuinstraat 39-65, Agricolastraat 98-106 en Poortersplein 34-37). Het volledig ommuurde complex bestond uit drie huizen in de vorm van een paviljoensysteem:
- Een Kinderhuis voor verwaarloosde kinderen; wezen en half-wezen en kinderen die door hun ouders verlaten waren. Vanaf de jaren 1880 werden af en toe ook jongetjes opgenomen in het Kinderhuis, zodat gezinnen bij elkaar konden blijven. Jongens tot 6 jaar en meisjes tot 21 jaar werden er opgevangen. In de loop der tijd groeide het Kinderhuis uit tot het grootste gebouw van het Doorgangshuis. De kinderen droegen geen gestichtskleding en gingen overdag naar school. Dit paviljoen had een open karakter.
- Het Middenhuis, waar meisjes tussen de 14 en 18 jaar werden ondergebracht; 'jonge dochters die gevaar loopen op slechte wegen te verdwalen of reeds aan kleine vergrijpen zich hebben schuldig gemaakt'. Deze meisjes kregen les in handwerken als naaien en breien in de hoop hen ergens te kunnen plaatsen als 'dagmeisjes' (dienstbodes).
- Het daarvan vrijstaande Groote Huis voor 'meisjes die reeds in meerdere of mindere mate openlijk de zonde dienden'. Dit paviljoen had een gesloten karakter. De meisjes droegen allemaal blauwe verpleegstersjurken en bijpassende hoeden. Het Groote Huis had plek voor 20 pupillen in de leeftijd van 12 tot 20 jaar. In het gebouw werd ook (aanvankelijk als arbeidstherapie) de was gedaan voor het Doorgangshuis. Het was lichamelijk zwaar handwerk. Om in inkomsten te voorzien werd er tot 1935 tegen betaling ook de was gedaan voor particulieren. In 1952 werd de wasinrichting voor de grote was extern verricht en drie jaar later werd een elektrische wasmachine aangeschaft.

Na ongeveer 25 jaar telde het Doorgangshuis 62 pupillen en 12 'jufvrouwen'. Vanaf ongeveer 1895 draaide het Doorgangshuis met verlies en moest er gezocht worden naar nieuwe vormen van inkomsten. Een mogelijkheid daartoe kwam met de kinderwetten van 1901, toen vanaf 1911 tegen betaling van de overheid ook in het Doorgangshuis voogdijkinderen (kinderen van wie de ouders uit de ouderlijke macht waren ontzet) konden worden geplaatst. De Ranitz was hier echter op tegen omdat met overheidsgelden mogelijk ook meer overheidsbemoeienis zou kunnen volgen.
In 1909 sloot het tehuis zich aan bij de Centrale Bond van Inwendige Zending en Christelijke Philantropische Inrichtingen, die sinds 1901 als landelijke organisatie fungeerde voor 'protestants barmhartigheidswerk'. Dat het acht jaar duurde alvorens men zich aansloot had ook te maken met het feit dat men eerst zeker wilde zijn dat de bond niet 'tiraniek' werkte; zich niet te veel bemoeide met de gang van zaken in het Doorgangshuis.
In 1915 was de Ranitz, die elke dag per rijtuig naar het Doorgangshuis kwam, te oud geworden om het tehuis nog dagelijks te kunnen bezoeken. Zij behield echter haar functie in het bestuur en zorgde daar voor conflicten omdat ze niet mee wilde werken aan de opname van voogdijkinderen. Baas in eigen huis blijven was een van de speerpunten van haar beleid en dat van haar opvolgers. In 1918 stopte ze na 53 jaar echter met haar werkzaamheden (een jaar later overleed ze) en moest er gezocht worden naar een opvolgster.

### Van der Brugghen (1919-1945)
Het vinden van een opvolgster voor de Ranitz die 'om niet' wilde werken bleek echter moeilijker dan gedacht, waarop de functie van directeur een jaar lang vacant bleef. Het Doorgangshuis dreigde zelfs te zullen worden opgeheven. In 1919 bleek echter de Utrechtse domineesdochter Carolina Margaretha van der Brugghen bereid om 'te helpen' en werd zij benoemd als opvolgster van de Ranitz. In 1922 ging zij akkoord met de plaatsing van voogdijkinderen om de financiële zorgen te kunnen verminderen. Onder haar leiding werden ook een aantal andere veranderingen doorgevoerd. Zo werden de traditionele slaapzalen in het kader van de toegenomen aandacht voor individualisering geleidelijk vervangen door chambrettes en werd het Middenhuis omgevormd tot het Passantenhuis; hier werden voortaan in bewaring gestelde minderjarigen opgevangen; het verblijf van de meisjes hier had een meer tijdelijk karakter. In het Passantenhuis bevond zich ook de zogenoemde politiekamer, waar zich drie, door de gemeente betaalde, bedden bevonden voor onder andere meisjes die er een aantal dagen in voorlopige hechtenis konden zitten.
In 1930 werd het Kinderhuis flink uitgebreid en werd het Babypaviljoen in het midden van de tuin tussen de gebouwen gebouwd. Hier sliepen de baby's vanwege besmettingsgevaar bij ziekten gescheiden van elkaar in voor die tijd moderne boxen.
In 1935 beschreef de inspectie het Doorgangshuis als een "aaneenschakeling van vrij oude huizen, die zeer fraai om een mooien ouden tuin zijn gegroepeerd". De Groningse Voogdijraad noemde het Doorgangshuis in 1938 een plek met veel oude tradities. Veranderingen vonden er volgens de raad slechts geleidelijk plaats, hoewel men ook aangaf dat 'een moderner geest' bezig was om door te dringen in het instituut. Vlak voor de Tweede Wereldoorlog telde het tehuis bijna 100 pupillen.
In de oorlog stonden de ontwikkelingen niet stil, integendeel: De oorlogsperiode lijkt juist door het bestuur te zijn aangegrepen om de zorg sneller te professionaliseren. In 1941 werd voor het eerst een psychiater aangetrokken, nadat al vanaf 1924 de mogelijkheid bestond om een zenuwarts te raadplegen 'bij voorkomende gevallen van onhandelbaarheid en in overspannen toestand verkeerende verpleegden'. Een psychiater moest van het bestuur echter van protestanten huize zijn, wat maar weinig psychiaters waren en dus duurde het tot 1941 alvorens een psychiater werd gevonden in de persoon van Albert Lourens Cornelis Palies; het hoofd van de Provinciale Psychiatrische Dienst. Een jaar later begon het Doorgangshuis met het opnemen van meisjes die via de kinderrechter onder observatie waren geplaatst en meisjes die preventief waren gedetineerd. Ook werden een aantal leidsters gestimuleerd tot het volgen van een schriftelijke cursus voor gestichtspersoneel van de Centrale Bond, maar door de moeilijkheden in de oorlog werd deze cursus halverwege stopgezet. In de oorlog werd het Doorgangshuis ook gebruikt door de Duitsers. In de politiekamer werden door hen tot boosheid van het bestuur ook volwassen vrouwen vastgezet. Ook hielden ze er Joodse vrouwen vast in afwachting van transport naar het kamp Westerbork. In 1944 werden het Kinderhuis en de directricewoning gevorderd door de Wehrmacht om er lichtgewonde Duitse soldaten te kunnen verplegen. De Duitse soldaten zorgden soms voor overlast als ze dronken door de tuin liepen. Ook ontstonden er soms relaties tussen de soldaten en oudere meisjes, die soms ook vervolgens uit het Doorgangshuis ontsnapten.
Directrice Van der Brugghen stond bekend als iemand die zich ver geplaatst voelde boven haar personeel en pupillen. Bij haar binnenkomst diende bijvoorbeeld iedereen te gaan staan. Zij controleerde de leidsters, die op hun beurt weer de pupillen moesten controleren. Een van de regels was dat leidsters niet bij elkaar op de kamer mochten komen om zo roddel en achterklap te voorkomen. Ook was er aan het eind van de middag en vaak ook in de avond vaak een 'stiluurtje', tijdens welke de pupillen bijvoorbeeld catechisatie of naailes kregen en dan niet met elkaar mochten praten. Deze regels werden na haar vertrek opgeheven.
In 1945 werd door Van der Brugghen een nieuw gebouw geopend voor meisjes met beperkte vrijheid genaamd Het Brugje. Hier werden voortaan oudere reeds werkende meisjes gehuisvest ter voorbereiding op hun terugkeer naar de maatschappij. Ter gelegenheid van de opening hernoemde Van der Brugghen het Groote Huis tot 'Huize de Ranitz en het Passantenhuis tot Huize Louise (naar de voornaam van de vriendin van De Ranitz, jonkvrouw Frederique Louise Wilhelmine Marie de Savornin Lohman) om de transitie te markeren. Hetzelfde jaar stapte Van der Brugghen op om plaats te maken voor haar opvolgster.

### Hoogenraad (1945-1967)
Als nieuwe directrice werd reeds in januari 1945 aangetrokken mejuffrouw Eldina Aldegonde Hoogenraad, die voor intimici bekendstond als 'Gom' en voor de rest als 'Zuster'. Om te kunnen worden aangesteld moest ze echter wel haar banden met het Diaconessenhuis verbreken omdat het bestuur vond dat ze anders niet zelfstandig kon opereren. Er tegenover stond wel dat ze een salaris kreeg, dat weliswaar minder was dan wat ze als diacones verdiende, maar waartegenover wel een jaarlijkse verhoging stond. Haar aanstelling vond plaats in november 1945, nadat ze in mei 1945 het verpleegstersexamen had afgelegd.
Onder leiding van Hoogenraad werd het Doorgangshuis verder geprofessionaliseerd. Dit had ook te maken met het feit dat de overheid differentiatie in de Nederlandse jeugdzorg ondersteunde met gelden. Wanneer bijvoorbeeld gediplomeerd personeel, een psychiater of psycholoog werd aangesteld en werd gewerkt met kleinere groepen, konden (delen van) instellingen onder sommige voorwaarden aanspraak maken op hogere geldbedragen. Hoogenraad hechtte aan deskundigheid en zorgde voor nog een psychiater in 1948. De opvolger daarvan werd in 1952 Theodoor Hart de Ruyter, de eerste hoogleraar Kinderpsychiatrie van Nederland. In 1950 werd ook een psychologe aangetrokken voor Huize Louise, die er tot de verhuizing in 1967 zou blijven. Hart de Ruyter zorgde voor veel veranderingen in de behandeling binnen het Doorgangshuis. Hij vond de tucht die er heerste te zwaar en zorgde er bijvoorbeeld voor dat de meisjes van Huize De Ranitz meer buiten de instelling mochten komen: Tot dan mochten de meisjes alleen buiten de instelling komen als ze naar de kerk gingen, maar vanaf toen mochten ze ook regelmatig wandelen en zwemmen buiten het complex. Ook werd het proefverlof ingevoerd. Deze maatregelen stuitten destijds op verzet omdat men vond dat deze 'moeilijk opvoedbare' meisjes achter slot en grendel hoorden. De maatregelen van Hart de Ruyter leidden tot een begin van een meer individuele benadering van de pupillen. In de beginperiode werd een meisje als 'genezen' verklaard als ze was getrouwd. In de loop der tijd werd echter meer gezocht naar het geven van een basis voor meer persoonlijk geluk. Dit leidde niet tot meer 'genezingen' omdat dit een veel complexer en moeilijk meetbaar begrip is. Wel werd hierdoor de behandeling professioneler, waarmee het Doorgangshuis een voorlopersrol speelde in de kinderbescherming in Nederland.
Vanaf 1950 mocht men alleen nog in het Doorgangshuis werken als men in het bezit was van het diploma Kinderbescherming-A of een cursus voor het Doorgangshuis had gevolgd. In de jaren 1960 werd de eerste volledig voor het Doorgangshuis werkende psychiater aangenomen; tot dan was met gedeeltelijke contracten gewerkt. Ook werd in 1960 de eerste volledig voor het Doorgangshuis werkende maatschappelijk werker (voor Huize de Ranitz en Het Brugje) aangesteld. Ook de voor- en nazorg werd verbeterd: In 1941 vond de directie nog dat de zusters dit ook wel in hun vakantie er even bij konden doen. Na de bevrijding werd het aantal uren hiervoor geleidelijk uitgebreid. In 1952 werden deze taken onderdeel van een nieuwe functie en werd tevens een inspectrice aan het Doorgangshuis verbonden. Deze zorgde voor een verbetering van de pleegzorg.
In 1949 werd Huize Louise als eerste erkend als observatiehuis, gevolgd door een deel van het Kinderhuis in 1953. Andere onderdelen van het Doorgangshuis richtten zich in die tijd op moeilijk tot zeer moeilijk opvoedbare kinderen. In overleg met deskundigen werd besloten om zwakzinnigen niet langer op te nemen. Ongehuwde moeders met kinderen werden vanaf de jaren 1950 doorverwezen naar het Toevluchtsoord (sinds 2012 Stichting Kopland), dat zich daarin had gespecialiseerd. Andere kinderen en baby's die buiten de categorie vielen werden voor zover mogelijk eveneens doorverwezen. Een gevolg hiervan was dat het aantal baby's daalde en het Babypaviljoen in 1957 werd omgezet naar de Baby-Peuterafdeling. In 1955 volgde de erkenning van Huize de Ranitz als behandelingshuis voor zeer moeilijk opvoedbare meisjes en de erkenning van een deel van het Kinderhuis als behandelingshuis voor moeilijk opvoedbare kinderen. Het duurde nog tot 1963 alvorens Het Brugje een erkende status verwierf voor haar specialisatie. Dit kwam onder andere doordat een deel van de gebouwen niet voldeed aan de bouwkundige eisen van het Ministerie van Justitie. Plannen voor nieuwbouw bij Het Brugje waren er reeds in 1948, maar het duurde tot de jaren 1960 alvorens deze konden worden gerealiseerd. Door de nieuwbouwplannen stokte het onderhoud aan de gebouwen en begin jaren 1960 kampten de oude gebouwen van Het Brugje met veel problemen, zoals lekkages, kapotte ramen door harde wind, het inwaaien van sneeuw in het Kinderhuis en trage genezing van zieken op de tochtige zolder van Het Brugje. In tegenstelling tot Huize de Ranitz had Het Brugje geen gesloten, maar een half-open karakter. Vanaf de jaren 1950 mochten in de huiskamer van Het Brugje ook vriendjes van de meisjes komen, mits de liefdesrelatie minstens een maand aan was en alleen nadat de maatschappelijk werker inlichtingen over hen had ingewonnen.
Onder Hoogenraad groeide mede door de erkenning van de diverse onderdelen van het Doorgangshuis het aantal voogdijkinderen van 39 in 1952 naar 107 in 1964. De pupillen kwamen voor ruim de helft uit Noord-Nederland. Ongeveer een kwart kwam uit het Westen en de rest voornamelijk uit het Oosten van Nederland. In de decennia na de oorlog kwam slechts een minderheid van de pupillen uit een gezin met een religieuze achtergrond, die meestal hervormd was, maar ook weleens gereformeerd, katholiek of uit een andere kerkgezindte. Uit het zuiden kwamen nauwelijks mensen. Een deel van de pupillen was gevestigd in pleeggezinnen of instellingen door het hele land. De inspectrice had er door de afstanden een hele taak aan om alle voogdijkinderen te bezoeken. Het aantal pupillen in het Doorgangshuis groeide onder Hoogenraad naar ruim 100. Het personeel nam daardoor ook toe; van ruim 20 in 1946 naar 100 in 1967.
Het werk van het verplegend personeel was doorgaans zwaar en de arbeidsvoorwaarden waren niet erg goed. De werkdagen waren lang (9 à 10 uur per dag), het salaris was laag en pas tien jaar na aanstelling kon men aanspraak maken op pensioensopbouw. Medewerkers waren hierdoor vaak gedwongen om door te werken tot ze te oud of ziek waren om het werk nog te kunnen doen. Bij de geleidelijke invoering van de 40-urige werkweek in 1961 werd besloten om geen 8-urige werkdagen in te stellen, maar kortere werkdagen verdeeld over 6 dagen. De slechte arbeidsvoorwaarden maakten dat in 1956 twee sollicitanten afhaakten voor een functie. Er was ook veel verloop onder het personeel: In 1962 was bijvoorbeeld bijna de helft van het personeel in Huize de Ranitz niet langer dan een jaar in dienst, omdat velen binnen die tijd weer vertrokken naar ander werk of om te gaan trouwen. Het personeel woonde wegens ruimtegebrek in toenemende mate buiten de instelling. Op de werkvloer heerste een hiërarchische sfeer, die mede tot uiting kwam in spanningen tussen de deskundigen enerzijds en afdelingshoofden en groepsleiders anderzijds: Deskundigen hadden soms moeite met het lage opleidingsniveau van de afdelingshoofden en groepsleiders, waar deze soms moeite hadden met het overgaan op de categorie moeilijk opvoedbaren en met het opvolgen van voor hen onbegrijpelijke of praktisch gezien moeilijk uit te voeren adviezen van de psychiaters. Om de psychische spanningen te verminderen werden avonden met Bijbelbesprekingen georganiseerd, waarbij vragen gesteld aan en gesprekken gevoerd konden worden met de dominee. In 1966 stelde de psychiater een spreekuur in waar zowel pupillen als werknemers met vragen terechtkonden. De pupillen konden hier voor het eerst hun beklag doen en hun wensen uiten over het personeel, al is onzeker of ze daar ook gebruik van hebben gemaakt.
In de loop der tijd raakte de hervormde signatuur steeds verder op de achtergrond. In eerste instantie werd deze nog streng bewaakt: In 1948 wilde psychiater Pallies een gift van de werknemers van de Fries-Groningsche Beetwortelsuikerfabriek (in de vorm van kilo's suiker) alleen aannemen als ook verenigingen van andere signatuur iets kregen omdat zich onder de werknemers ook mensen van andere signatuur dan de hervormde zouden kunnen bevinden. In 1958 werd bij het selecteren van een architect door Pallies nog aangegeven 'Voor een Rooms-Katholiek voelt men niet'. De opeenvolgende directrices wilden ook vooral hervormd personeel; alleen als er niet voldoende kandidaten waren, werden soms gereformeerde sollicitanten aangenomen. Maar niet te veel: Voor het Baby-Paviljoen werden eens een aantal sollicitanten afgewezen om te voorkomen dat er alleen nog maar gereformeerden zouden werken. In de loop der tijd veranderde dit echter. In 1959 stelde voorzitter Dieperink zelfs het gebed aan het begin en einde van de vergadering ter discussie, al werd uiteindelijk besloten om deze 90 jaar oude traditie te handhaven. In 1961 werd bij het plannen van de bouw van een ZMOK-school de voorkeur gegeven aan een christelijke school, maar in 1964 werd het uiteindelijk toch een neutrale ZMOK-school, mede omdat het bestuur de samenwerking met de kinderpsychiatrie niet hierdoor wilde doen beëindigen. In 1964 werd geschreven dat de catechisatie aan de groepsleiders, die de boodschap weer moesten overbrengen aan de pupillen, was uitgelopen op een fiasco.

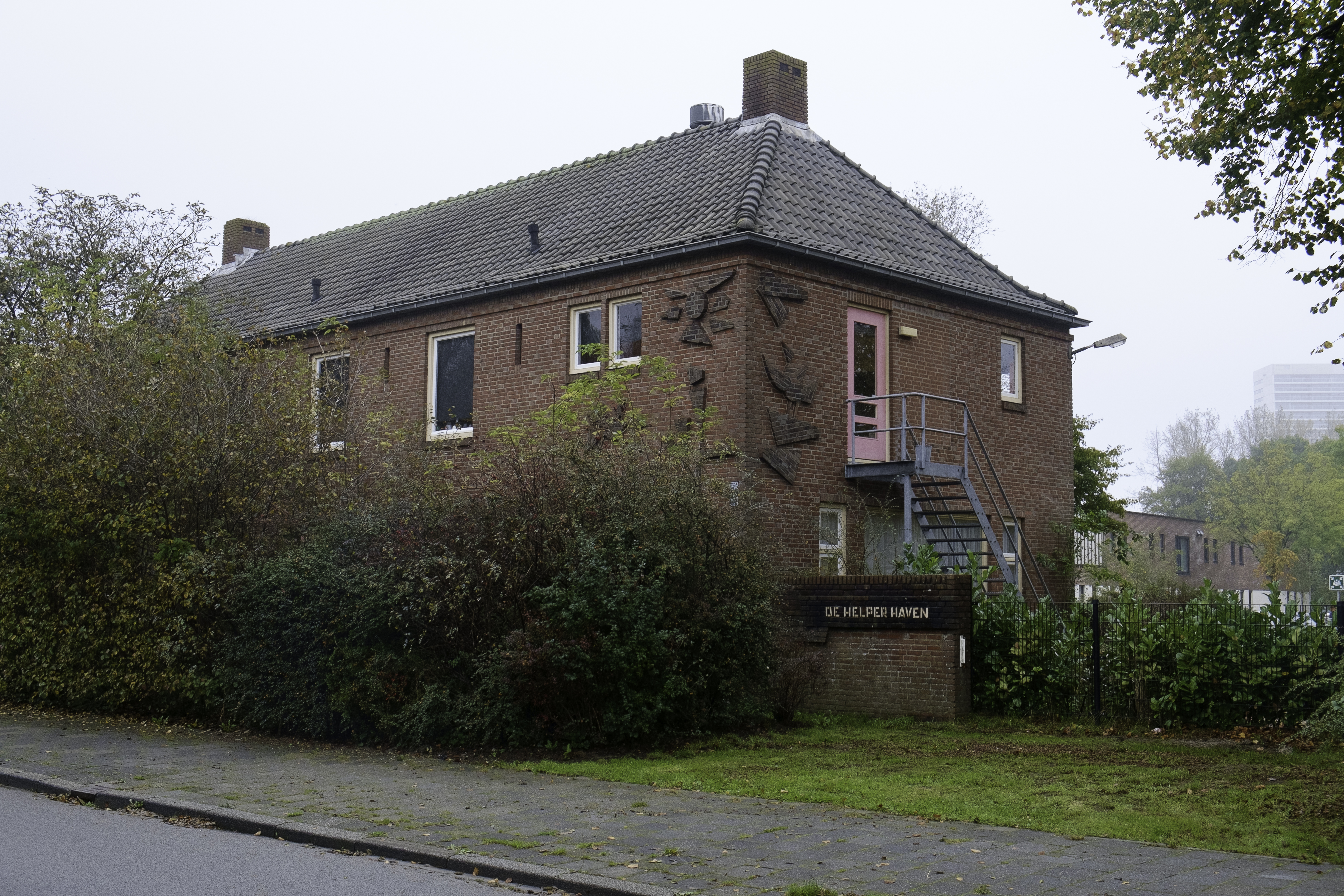
Een van de oorspronkelijke gebouwen van De Helper Haven

Begin jaren 1960 werd een nieuw complex gebouwd voor het Doorgangshuis aan de Haydnlaan in de wijk Helpman. Tussen november 1963 en september 1964 werd het hele complex hierheen verplaatst. Het nieuwe complex bestond uit tien gebouwen rond een hofje. Bij de bouw werd geanticipeerd op toekomstige groei. Het gebouw kreeg een eigen administratieafdeling, recreatieruimte en elke deskundige kreeg ook een eigen kantoor. Ook werd er een schooltje ingericht. Het gebouw werd in 1965 feestelijk geopend onder een nieuwe naam, daar de oude naam Doorgangshuis volgens de betrokkenen de lading niet meer dekte. Aanvankelijk werd nog gedacht aan de naam 'Krijthof', naar de verloofde van De Ranitz, maar uiteindelijk werd gekozen voor de naam De Helper Haven. Deze naam verwijst naar de wijk en de nabijheid van de Groninger havens alsook naar de betekenis 'veilige haven'. De vroegere paviljoens gingen over naar het nieuwe gebouw en behielden hun oude namen Huize de Ranitz, Huize Louise en Het Brugje. Het Kinderhuis werd opgedeeld over drie gebouwen, die elk een van de drie groepen van het Kinderhuis huisvestten. Op de nieuwe locatie had men moderne voorzieningen en de buurt was ook beter: De vroegere regelmatige insluipingen, inbraken en openbare dronkenschap voor het gebouw behoorden tot het verleden. De hervormde kerk van Helpman bleek echter niet zo welwillend tegenover de nieuwe kerkleden. Een van de meisjes mocht geen belijdenis doen en ook een zondagsschool voor de kleine kinderen bleek een obstakel. Daarop besloot men dan maar zelf kerkdiensten te organiseren in het gebouw.
Het complex kreeg een wat opener karakter dan het oude Doorgangshuis, dat door muren van de weg was afgescheiden. De Helper Haven was alleen door struiken en een hek afgescheiden van de buitenwereld. Intern werd de privacy van de pupillen er echter niet beter op. De verblijfsruimten waren zichtbaar vanaf de weg en bewoonsters hadden soms het gevoel voor iedereen te kijk te staan. Ook de begeleiders misten de besloten sfeer van het oude gebouw.

### Nijenhuis en Heslinga (1967-1979)
In 1967 werd Hoogenraad opgevolgd door Hendrik Nijenhuis, de eerste man in de geschiedenis van het huis die deze functie mocht bekleden. In de jaren 1960 kwamen voor het eerst mannen in het Doorgangshuis te werken. Onder Nijenhuis werd dit verder voortgezet. Met de aanstelling van Nijenhuis werd een tijdperk afgesloten: Ook een aantal andere prominenten van het Doorgangshuis vertrok namelijk rond deze tijd. Onder Nijenhuis werd de zorg verder geprofessionaliseerd. De Helper Haven kampte echter met leegstand als gevolg van nieuwe behandelmethoden en de opkomst van de ambulante zorg. Hierdoor werden de opnames korter en waren soms niet meer nodig. In 1971 werd Nijenhuis opgevolgd door Klaas Heslinga. Onder zijn leiding werd in 1972 het beleid rond therapieën sterk gewijzigd en werd het werk van de stichting verder gedecentraliseerd, onder meer door de instelling van kleinere therapeutische eenheden van 3 tot maximaal 4 pupillen die in huizen en flats buiten het terrein van De Helper Haven werden ondergebracht. Hij richtte ook een afdeling in voor licht-verstandelijk gehandicapte kinderen in Huize Louise, dat werd omgedoopt tot Huize Groenendaal. Eveneens werd dat jaar begonnen met het afbouwen van de activiteiten rond de voogdijkinderen, die niet langer als belangrijke activiteit van De Helper Haven werden gezien. Een deel van deze voogdijen werd overgedragen aan de Stichting Voogdij-instellingen Noord Nederland In 1974 werden de resterende voogdijen overgedragen aan Kinderzorg Utrecht, waarmee een decennialange periode van voogdijwerk werd afgesloten.
De Vereniging Doorgangshuis was tegen het begin van de jaren 1970 op de achtergrond komen te staan. De betrokkenheid en verantwoordelijkheid van de verenigingsleden was sterk teruggelopen. Tegelijkertijd was de invloed van de overheid steeds sterker geworden, onder andere door hetgeen De Ranitz in de jaren 1910 al bang voor was; de afhankelijkheid van overheidssubsidies. In 1974 werd besloten dat de verenigingsvorm niet langer voldeed en werd Stichting De Helper Haven opgericht. Niet alles werd gesubsidieerd en daarom bleef er daarnaast een vereniging om fondsen en contribuanten voor niet gesubsidieerde activiteiten te werven; de vereniging 'Vrienden van De Helper Haven'.
Heslinga kreeg net als zijn voorganger te maken met steeds meer kritiek op de kinderbescherming vanuit de samenleving. Ook werden de pupillen steeds mondiger: In 1979 werd Het Brugje bezet door pupillen die daarin gesteund werden door de Belangenvereniging Minderjarigen. Zij eisten meer vrijheid, privacy en verantwoordelijkheid: Zo eisten ze onder andere het recht om alleen uit te gaan, zelf te mogen beslissen waar ze heen mochten gaan, later naar bed en langer uitslapen in het weekend, mee te mogen beslissen bij opnames en overplaatsingen, in vrijheid te mogen telefoneren en bezoek op de eigen kamer te mogen ontvangen. Deze eisen werden voor een groot deel gehonoreerd.

### Latere geschiedenis: Van Helper Haven via SNOV en Base Groep naar Elker

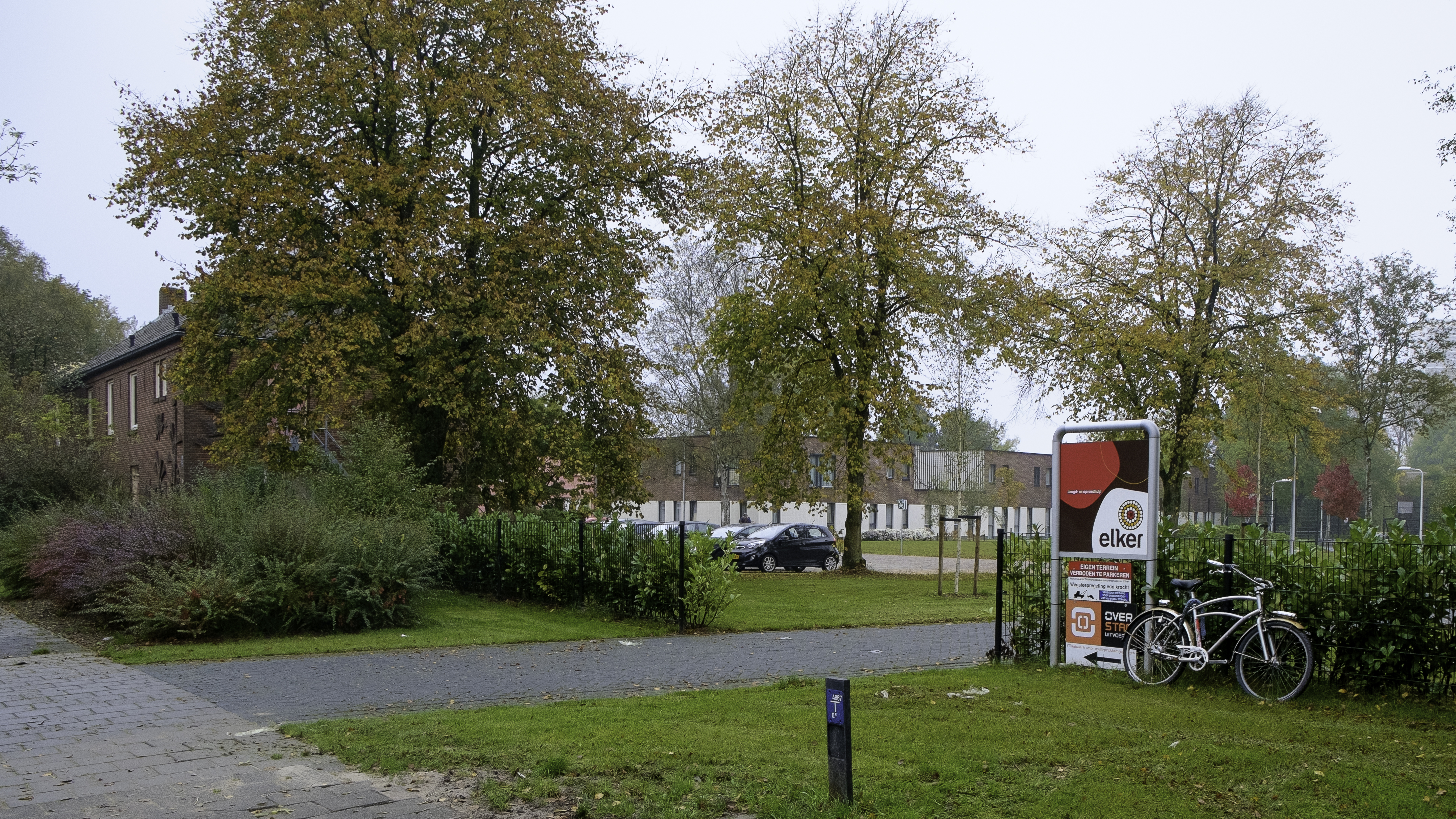
Toegang tot de Helper Haven van Elker met op de achtergrond de gebouwen uit 2010

In 1979 vertrok Heslinga. In de periode erna was het een komen en gaan van directeuren die slechts kort bleven. In 1980 werd de stichting De Helper Haven onderdeel van de Stichting Noordelijke Orthopedagogische Voorzieningen (SNOV), waaronder ook een aantal andere provinciale instellingen voor jeugdhulpverlening vielen. In 1982 werd de stichting De Helper Haven opgeheven en werd onderdeel van de SNOV. Verder veranderde er echter niets. In 1986 werd ook De Aaborg (daarvoor onderdeel van de Stichting Opvang, Observatie en Behandeling voor Jeugdigen) onderdeel van de SNOV en in 1989 fuseerde ook het kinderhuis Zonnegloren uit Winschoten (Garstestraat 11-12, later Driever's Dale, sinds 2014 onderdeel Reik/Alliade) met het SNOV. Nadat de gebouwen van de Aaborg aan de Van Heemskerckstraat werden afgekeurd voor bewoning, verhuisden de inwoners daarvan ook naar de Haydnlaan, in het kader waarvan De Helper Haven werd opgeknapt. In 1995 fuseerde de SNOV met tien andere instellingen tot het Centraal Bureau Jeugdzorg Groningen, later Stichting Jeugdzorg Groningen genoemd. In 2004 werd de naam van deze stichting gewijzigd naar Base Groep ("basisgroep") bij de splitsing van de organisatie in Bureau Jeugdzorg (uithuisplaatsing en bepaling zorgbehoefte) en Base Groep (uitvoering van de zorg). Bij het kiezen van deze naam werd al gewaarschuwd dat base ook wordt gebruikt als term voor cocaïne (basepijp), maar dit werd destijds weggewuifd. De naam was echter in 'de haast' gekozen en de connotatie met drugs bleef, waarop in 2009 werd besloten om de naam te wijzigen naar Elker. Elker is een fantasienaam die is bedacht door een Amsterdams merkenbureau.
De locatie De Helper Haven (Haydnlaan 6) vormt nog steeds een belangrijke locatie van Elker. In 2010 werden er drie nieuwe gebouwen geplaatst ter vervanging van verschillende locaties elders in de stad Groningen.